# Ippolito Andreasi (vescovo)
Ippolito Andreasi (Mantova, ... – San Benedetto Po, 8 settembre 1646) è stato un vescovo cattolico e scrittore italiano.

## Biografia
Il 5 luglio 1559 vestì l'abito dei monaci benedettini. Nel 1633, per ubbidienza a papa Urbano VIII, fu tra gli accompagnatori a Roma in Castel Sant'Angelo delle spoglie della contessa Matilde di Canossa. Nel 1636 fu nominato vescovo di Terni da papa Urbano VIII.
Morì nel 1646.

## Genealogia episcopale
La genealogia episcopale è:
- Cardinale Guillaume d'Estouteville, O.S.B.Clun.
- Papa Sisto IV
- Papa Giulio II
- Cardinale Raffaele Sansone Riario
- Papa Leone X
- Papa Paolo III
- Cardinale Francesco Pisani
- Cardinale Alfonso Gesualdo di Conza
- Papa Clemente VIII
- Cardinale Pietro Aldobrandini
- Cardinale Laudivio Zacchia
- Cardinale Antonio Barberini, O.F.M.Cap.
- Cardinale Alessandro Cesarini
- Vescovo Ippolito Andreasi, O.S.B.